# 夏季熱，蚊子樂
《夏季熱,蚊子樂》是雀斑樂團的第一張單曲，於2007年4月1日發行。
此張單曲也是豬年春吶紀念EP，更是他們成軍以來第一張單曲，真是雙喜臨門。

## 曲目
1. 我不懂搖滾樂 
  - 作詞／作曲：斑斑
  - 無收錄於專輯中
2. Your Coat 
  - 作詞／作曲：斑斑
  - 無收錄於專輯中
3. 小宇宙 
  - 作詞／作曲：斑斑
  - 無收錄於專輯中
4. 外星話  
  - 作詞／作曲：斑斑
  - 無收錄於專輯中
5. 假期 
  - 作詞／作曲：斑斑
  - 無收錄於專輯中
6. 小美人魚
  - 作詞／作曲：斑斑
  - 無收錄於專輯中
7. SUNSET TIME
  - 作詞／作曲：斑斑
  - 收錄於《我不懂搖滾樂》專輯中